# Rhodambulyx
Rhodambulyx är ett släkte av fjärilar. Rhodambulyx ingår i familjen svärmare.
Kladogram enligt Catalogue of Life:
| Rhodambulyx | \| \| Rhodambulyx davidi \| \| \| \| \| \| Rhodambulyx schnitzleri \| \| \| \| |
|             | \| \| Rhodambulyx davidi \| \| \| \| \| \| Rhodambulyx schnitzleri \| \| \| \| |
|             | Rhodambulyx davidi                                                             |
|             |                                                                                |
|             | Rhodambulyx schnitzleri                                                        |
|             |                                                                                |